# Alcanena
Alcanena é uma vila portuguesa sede do município de Alcanena pertencente ao distrito de Santarém, na histórica província do Ribatejo. Integrando atualmente a região (NUTII) do Oeste e Vale do Tejo e a NUTIII do Médio Tejo, o município conta com 12 472 habitantes (censo de 2021).
O Município de Alcanena foi criado pela Lei n.º 156 de 8 de maio de 1914, tendo a povoação de Alcanena, sua sede, sido elevada à categoria de vila. Tem 127,33 km² de área e 13 868 habitantes (2011), está subdividido em 7 freguesias. O município é limitado a nordeste pelo município de Ourém, a este por Torres Novas, a sul e sudoeste por Santarém e a noroeste pelos municípios de Porto de Mós e da Batalha.

## Localização
Povoação portuguesa do distrito e diocese de Santarém, com 3.505 habitantes (dados de 1987). Sede de concelho e de comarca, fica a SO da Serra de Aire e a 3 km dos chamados "Olhos de Água", as nascentes do rio Alviela. Possui próspera indústria de curtumes. Minde, povoação pertencente ao município, é centro de indústria têxtil.
Fica na sua área a lagoa de Minde que mede 4 km de comprimento e 2 km de largura.

## Toponímia
Há diversas teses sobre a possível origem do nome «Alcanena», tendo todas, no entanto, como base o artigo árabe "Al". 
Dentre as teses que colhem maior aceitação contam-se: a que radica a origem do nome «Alcanena» no étimo árabe "Al-Kinan", com o significado de "Lugar Sombreado"; e a que a estima que o nome «Alcanena» será uma corruptela do topónimo «Alcanede», tratando-se, por isso, de uma hibridismo toponímico, que conjuga o étimo árabe al- com o étimo do latim tardio cannetus, que significa «canavial».

## Enquadramento histórico
Retomando à época de dominação árabe, a região onde hoje se encontra o concelho de Alcanena caracterizava-se pela debilidade dos solos em termos agrícolas (aptos somente para as culturas de sequeiro, cevada, trigo e oliveira). Situada no imenso Maciço Calcário Estremenho, entalada entre a Serra dos Candeeiros e a Serra de Aire, e os planaltos de Santo António e de São Mamede, os povos desta região dedicavam-se sobretudo à pastorícia, ao comércio e à criação de bichos da seda, entre outras actividades.
Pertencendo até ao início do século XX ao concelho de Torres Novas, a sua história dilui-se na deste concelho, pelo menos até à altura em que, por via da implantação progressiva e dinâmica das indústrias de curtumes (e mais tarde de malhas), esta região se começa a destacar, não só no distrito mas também em todo o país. Eram os finais do século XVIII:
"Sendo a indústria de curtumes uma das mais velhas actividades conhecidas do homem, cedo se radicou no concelho de Alcanena, com métodos muito próprios, em que a técnica vinha em sucessão de pais para filhos, com a utilização de materiais curtientes tradicionais da região. Os próprios utensílios eram característicos e mesmo exclusivos.
A data mais antiga ou talvez a única que se revela em edifício fabril é a de 1792. O referido edifício ostenta um brasão representando as armas nacionais, acompanhado de uma inscrição que diz ser uma fábrica de sola com privilégio Real do governo Pombalino(...)".
O progressivo desenvolvimento da indústria de solas, pelarias para calçado, maquinaria e vestuário, atraiu à região um grande número de industriais, tendo-se feito, progressivamente, uma reconversão industrial, baseada na modernização das técnicas de fabrico e das máquinas industriais. Esta modernização tem vindo a acabar com a maior parte dos pequenos produtores da região de Alcanena, colocando-a na vanguarda da produgão do género a nível nacional.
A par deste desenvolvimento das indústrias de curtumes e de malhas, assistiu-se ultimamente à implantação de diversas unidades de fabrico e montagem de máquinas (e ainda reparação) do apoio àquelas.
A indústria têxtil (especialmente implantada na região da freguesia de Minde) fez parte intrínseca da história do concelho de Alcanena, a par da de curtumes. Desde os tempos mais remotos, a produção de mantas, alforges, tapetes e carpetes veio tornando popular esta região. A maior parte das feiras em todo o país eram percorridas por vendedores de mantas de Minde. Célebre ficou o "calão míndrico", vocabulário utilizado por estes vendedores ambulantes a fim de não serem entendidos senão entre si.
A partir de meados do presente século iniciou-se a fabricação de maIhas exteriores, facto que trouxe a esta região novos focos de desenvolvimento. Segundo reza a história, esta indústria foi trazida para Portugal por cidadãos polacos instalados em Lisboa por altura da II Grande Guerra. Entretanto, começara a ser difícil a aquisição de matéria prima - lãs - para os trabalhos tradicionais, problema que estaria ultrapassado para as malhas. Por volta de 1942, nasceu a primeira fábrica de malhas, a "Sociedade Industrial de Malhas Mindense".
O concelho de Alcanena é de fundação recente. Foi criado em 1914 com a desanexação de algumas freguesias de Torres Novas e Santarém.

## Demografia
| Número de habitantes *                   | Número de habitantes * | Número de habitantes * | Número de habitantes * | Número de habitantes * | Número de habitantes * | Número de habitantes * | Número de habitantes * | Número de habitantes * | Número de habitantes * | Número de habitantes * | Número de habitantes * | Número de habitantes * | Número de habitantes * | Número de habitantes * | Número de habitantes * |
| ---------------------------------------- | ---------------------- | ---------------------- | ---------------------- | ---------------------- | ---------------------- | ---------------------- | ---------------------- | ---------------------- | ---------------------- | ---------------------- | ---------------------- | ---------------------- | ---------------------- | ---------------------- | ---------------------- |
| 1864                                     | 1878                   | 1890                   | 1900                   | 1911                   | 1920                   | 1930                   | 1940                   | 1950                   | 1960                   | 1970                   | 1981                   | 1991                   | 2001                   | 2011                   | 2021                   |
| 6 015                                    | 6 908                  | 8 100                  | 8 759                  | 9 670                  | 10 207                 | 11 122                 | 12 897                 | 14 087                 | 14 773                 | 13 180                 | 14 287                 | 14 373                 | 14 600                 | 13 868                 | 12 472                 |
| Número de habitantes por Grupo Etário ** |                        |                        |                        |                        |                        |                        |                        |                        |                        |                        |                        |                        |                        |                        |                        |
|                                          |                        |                        |                        |                        | 1920                   | 1930                   | 1940                   | 1950                   | 1960                   | 1970                   | 1981                   | 1991                   | 2001                   | 2011                   | 2021                   |
| 0-14 Anos                                | 0-14 Anos              | 0-14 Anos              | 0-14 Anos              | 0-14 Anos              | 3 327                  | 3 677                  | 4 148                  | 3 888                  | 3 996                  | 3 230                  | 3 136                  | 2 732                  | 2 092                  | 1 863                  | 1 494                  |
| 15-24 Anos                               | 15-24 Anos             | 15-24 Anos             | 15-24 Anos             | 15-24 Anos             | 1 659                  | 1 915                  | 2 292                  | 2 529                  | 2 310                  | 2 045                  | 2 186                  | 2 035                  | 2 054                  | 1 351                  | 1 224                  |
| 25-64 Anos                               | 25-64 Anos             | 25-64 Anos             | 25-64 Anos             | 25-64 Anos             | 4 321                  | 4 595                  | 5 392                  | 6 410                  | 7 071                  | 6 380                  | 6 927                  | 7 202                  | 7 493                  | 7 360                  | 6 207                  |
| = ou > 65 Anos                           | = ou > 65 Anos         | = ou > 65 Anos         | = ou > 65 Anos         | = ou > 65 Anos         | 739                    | 880                    | 945                    | 1 078                  | 1 396                  | 1 525                  | 2 038                  | 2 404                  | 2 961                  | 3 294                  | 3 547                  |

```
* Número de habitantes "residentes", ou seja, que tinham a residência oficial neste município à data em que os censos  se realizaram.	
```

- - De 1900 a 1950 os dados referem-se à população "de facto", ou seja, que estava presente no município à data em que os censos se realizaram. Daí que se registem algumas diferenças relativamente à designada população residente)

Concelho de Alcanena criado pela lei nº 156, de 08/05/1914, com lugares desanexados do concelho de Torres Novas (Fonte: INE)

## Política

### Eleições autárquicas[15]
| Data | %     | V     | %       | V       | %            | V            | %       | V       | %              | V  | %              | V   | %              | V       | %              | V       | %  | V  | %   | V   | %  | V  | Participação |                |
| Data | PS    | PS    | PPD/PSD | PPD/PSD | FEPU/APU/CDU | FEPU/APU/CDU | CDS-PP  | CDS-PP  | AD             | AD | PRD            | PRD | GCE            | GCE     | PSD-CDS        | PSD-CDS | BE | BE | MPT | MPT | CH | CH | Participação |                |
| ---- | ----- | ----- | ------- | ------- | ------------ | ------------ | ------- | ------- | -------------- | -- | -------------- | --- | -------------- | ------- | -------------- | ------- | -- | -- | --- | --- | -- | -- | ------------ | -------------- |
| Data | 1976  | 34,20 | 2       | 25,18   | 1            | 19,86        | 1       | 17,35   | 1              |    |                |     |                |         |                |         |    |    |     |     |    |    |              | 71,80 / 100,00 |
| 1979 | 36,29 | 3     | AD      | AD      | 18,26        | 1            | AD      | AD      | 42,89          | 3  | 77,41 / 100,00 |     |                |         |                |         |    |    |     |     |    |    |              |                |
| 1982 | 44,87 | 3     | AD      | AD      | 14,32        | 1            | AD      | AD      | 35,70          | 3  | 74,30 / 100,00 |     |                |         |                |         |    |    |     |     |    |    |              |                |
| 1985 | 33,20 | 3     | 18,64   | 1       | 13,33        | 1            | 24,87   | 2       |                |    | 5,78           | -   | 67,14 / 100,00 |         |                |         |    |    |     |     |    |    |              |                |
| 1989 | 54,80 | 5     | 30,15   | 2       | 8,73         | -            |         |         | 2,30           | -  | 67,79 / 100,00 |     |                |         |                |         |    |    |     |     |    |    |              |                |
| 1993 | 46,55 | 4     | 39,79   | 3       | 9,94         | -            |         |         | 73,01 / 100,00 |    |                |     |                |         |                |         |    |    |     |     |    |    |              |                |
| 1997 | 51,54 | 4     | 21,36   | 2       | 13,53        | 1            | 8,28    | -       | 67,49 / 100,00 |    |                |     |                |         |                |         |    |    |     |     |    |    |              |                |
| 2001 | 19,32 | 1     | 10,58   | 1       | 6,11         | -            | 3,00    | -       | 57,81          | 5  | 71,02 / 100,00 |     |                |         |                |         |    |    |     |     |    |    |              |                |
| 2005 | 27,16 | 2     | 18,08   | 1       | 8,10         | -            | 4,07    | -       | 37,88          | 4  | 69,58 / 100,00 |     |                |         |                |         |    |    |     |     |    |    |              |                |
| 2009 | 45,59 | 4     | CDS-PP  | CDS-PP  | 6,43         | -            | PPD/PSD | PPD/PSD | 25,91          | 2  | 16,81          | 1   | 2,29           | -       | 65,66 / 100,00 |         |    |    |     |     |    |    |              |                |
| 2013 | 42,73 | 4     | CDS-PP  | CDS-PP  | 6,90         | -            | PPD/PSD | PPD/PSD | 14,80          | 1  | 29,25          | 2   |                |         | 58,12 / 100,00 |         |    |    |     |     |    |    |              |                |
| 2017 | 55,36 | 5     | CDS-PP  | CDS-PP  | 9,12         | -            | PPD/PSD | PPD/PSD |                |    | 29,92          | 2   | PSD/CDS        | PSD/CDS | 55,64 / 100,00 |         |    |    |     |     |    |    |              |                |
| 2021 | 39,36 | 3     | CDS-PP  | CDS-PP  | 6,74         | -            | PPD/PSD | PPD/PSD | 46,49          | 4  | 3,47           | -   | PSD/CDS        | PSD/CDS | 57,75 / 100,00 |         |    |    |     |     |    |    |              |                |

### Eleições legislativas
| Data | %     | %     | %     | %     | %     | %     | %        | %     | %    | %    | %     | %   | %       | % | %  | %  |  |
| Data | PS    | PSD   | CDS   | PCP   | UDP   | AD    | APU/ CDU | FRS   | PRD  | PSN  | BE    | PAN | PSD CDS | L | IL | CH |  |
| ---- | ----- | ----- | ----- | ----- | ----- | ----- | -------- | ----- | ---- | ---- | ----- | --- | ------- | - | -- | -- |  |
| Data | 1976  | 37,96 | 20,91 | 17,13 | 14,53 | 1,03  |          |       |      |      |       |     |         |   |    |    |  |
| 1979 | 30,74 | AD    | AD    | APU   | 1,18  | 43,29 | 19,28    |       |      |      |       |     |         |   |    |    |  |
| 1980 | FRS   | AD    | AD    | APU   | 0,70  | 44,66 | 16,40    | 31,31 |      |      |       |     |         |   |    |    |  |
| 1983 | 38,71 | 25,80 | 13,57 | APU   | 0,60  |       | 16,15    |       |      |      |       |     |         |   |    |    |  |
| 1985 | 24,56 | 29,09 | 12,19 | APU   | 0,73  | 14,59 | 13,88    |       |      |      |       |     |         |   |    |    |  |
| 1987 | 27,80 | 46,72 | 5,16  | CDU   | 0,70  | 10,33 | 4,33     |       |      |      |       |     |         |   |    |    |  |
| 1991 | 29,78 | 50,55 | 4,03  | CDU   |       | 8,44  | 0,68     | 1,75  |      |      |       |     |         |   |    |    |  |
| 1995 | 43,16 | 33,00 | 11,04 | CDU   | 0,50  | 8,54  |          | 0,23  |      |      |       |     |         |   |    |    |  |
| 1999 | 43,51 | 30,65 | 10,31 | CDU   |       | 9,88  | 0,31     | 1,42  |      |      |       |     |         |   |    |    |  |
| 2002 | 34,43 | 41,09 | 9,36  | CDU   | 8,66  |       | 2,23     |       |      |      |       |     |         |   |    |    |  |
| 2005 | 41,25 | 29,63 | 8,44  | CDU   | 8,90  | 6,22  |          |       |      |      |       |     |         |   |    |    |  |
| 2009 | 32,74 | 28,83 | 11,66 | CDU   | 8,80  | 11,11 |          |       |      |      |       |     |         |   |    |    |  |
| 2011 | 22,46 | 41,35 | 12,20 | CDU   | 8,88  | 6,11  | 0,79     |       |      |      |       |     |         |   |    |    |  |
| 2015 | 30,15 | CDS   | PSD   | CDU   | 9,88  | 8,54  | 1,31     | 40,63 | 0,46 |      |       |     |         |   |    |    |  |
| 2019 | 34,33 | 27,75 | 5,30  | CDU   | 7,96  | 9,65  | 2,05     |       | 0,88 | 1,08 | 0,75  |     |         |   |    |    |  |
| 2022 | 39,52 | 30,42 | 1,96  | CDU   | 5,56  | 4,02  | 1,13     | 0,84  | 4,17 | 8,53 |       |     |         |   |    |    |  |
| 2024 | 27,40 | AD    | AD    | CDU   | 30,43 | 4,42  | 3,90     | 1,69  | 1,85 | 4,33 | 20,63 |     |         |   |    |    |  |

## Freguesias

Freguesias do município de Alcanena.

O município de Alcanena está dividido em 7 freguesias:
- Alcanena e Vila Moreira (sede)
- Bugalhos
- Malhou, Louriceira e Espinheiro
- Minde (vila)
- Moitas Venda
- Monsanto
- Serra de Santo António

## Património
- Igreja Matriz da Louriceira ou Igreja de Nossa Senhora da Conceição

## Cultura
- Cine-Teatro S. Pedro
- Museu e Arquivo Municipal de Alcanena
- Centro Ciência Viva do Alviela - Carsoscópio
- Museu de Aguarela Roque Gameiro, em Minde
- FALA - Festival Literário de Alcanena

## Geminações
Alcanena possui acordos de geminação com:
- Santa Croce sull'Arno, Toscana, Itália
- Les Mureaux, Yvelines, França
- Sal, Ilha do Sal, Cabo Verde